# Genay (Côte-d'Or)
Pour les articles homonymes, voir Genay.
Genay est une commune française située dans le département de la Côte-d'Or en région Bourgogne-Franche-Comté. La commune compte actuellement 382 habitants.

## Géographie
Genay est traversé par l'Armançon, affluent de l'Yonne (rivière) et comporte un bois communal. La commune de Genay rassemble le village de Genay et le hameau du Cloux.

### Climat
Pour des articles plus généraux, voir Climat de la Bourgogne-Franche-Comté et Climat de la Côte-d'Or.
En 2010, le climat de la commune est de type climat océanique dégradé des plaines du Centre et du Nord, selon une étude du Centre national de la recherche scientifique s'appuyant sur une série de données couvrant la période 1971-2000. En 2020, Météo-France publie une typologie des climats de la France métropolitaine dans laquelle la commune est exposée à un climat océanique altéré et est dans la région climatique  Lorraine, plateau de Langres, Morvan, caractérisée par un hiver rude (1,5 °C), des vents modérés et des brouillards fréquents en automne et hiver. 
Pour la période 1971-2000, la température annuelle moyenne est de 10,6 °C, avec une amplitude thermique annuelle de 16,2 °C. Le cumul annuel moyen de précipitations est de 792 mm, avec 11,6 jours de précipitations en janvier et 7,7 jours en juillet. Pour la période 1991-2020, la température moyenne annuelle observée sur la station météorologique de Météo-France la plus proche, « Semur En Auxois_sapc », sur la commune de Semur-en-Auxois à 5 km à vol d'oiseau, est de 11,2 °C et le cumul annuel moyen de précipitations est de 778,0 mm,. Pour l'avenir, les paramètres climatiques de la commune estimés pour 2050 selon différents scénarios d'émission de gaz à effet de serre sont consultables sur un site dédié publié par Météo-France en novembre 2022.

## Urbanisme

### Typologie
Au 1er janvier 2024, Genay est catégorisée commune rurale à habitat dispersé, selon la nouvelle grille communale de densité à 7 niveaux définie par l'Insee en 2022.
Elle est située hors unité urbaine. Par ailleurs la commune fait partie de l'aire d'attraction de Semur-en-Auxois, dont elle est une commune de la couronne,. Cette aire, qui regroupe 54 communes, est catégorisée dans les aires de moins de 50 000 habitants,.

### Occupation des sols
L'occupation des sols de la commune, telle qu'elle ressort de la base de données européenne d’occupation biophysique des sols Corine Land Cover (CLC), est marquée par l'importance des territoires agricoles (71,9 % en 2018), en diminution par rapport à 1990 (74,2 %). La répartition détaillée en 2018 est la suivante : 
prairies (40,1 %), terres arables (31,8 %), forêts (23,7 %), zones urbanisées (4,4 %). L'évolution de l’occupation des sols de la commune et de ses infrastructures peut être observée sur les différentes représentations cartographiques du territoire : la carte de Cassini (XVIIIe siècle), la carte d'état-major (1820-1866) et les cartes ou photos aériennes de l'IGN pour la période actuelle (1950 à aujourd'hui).

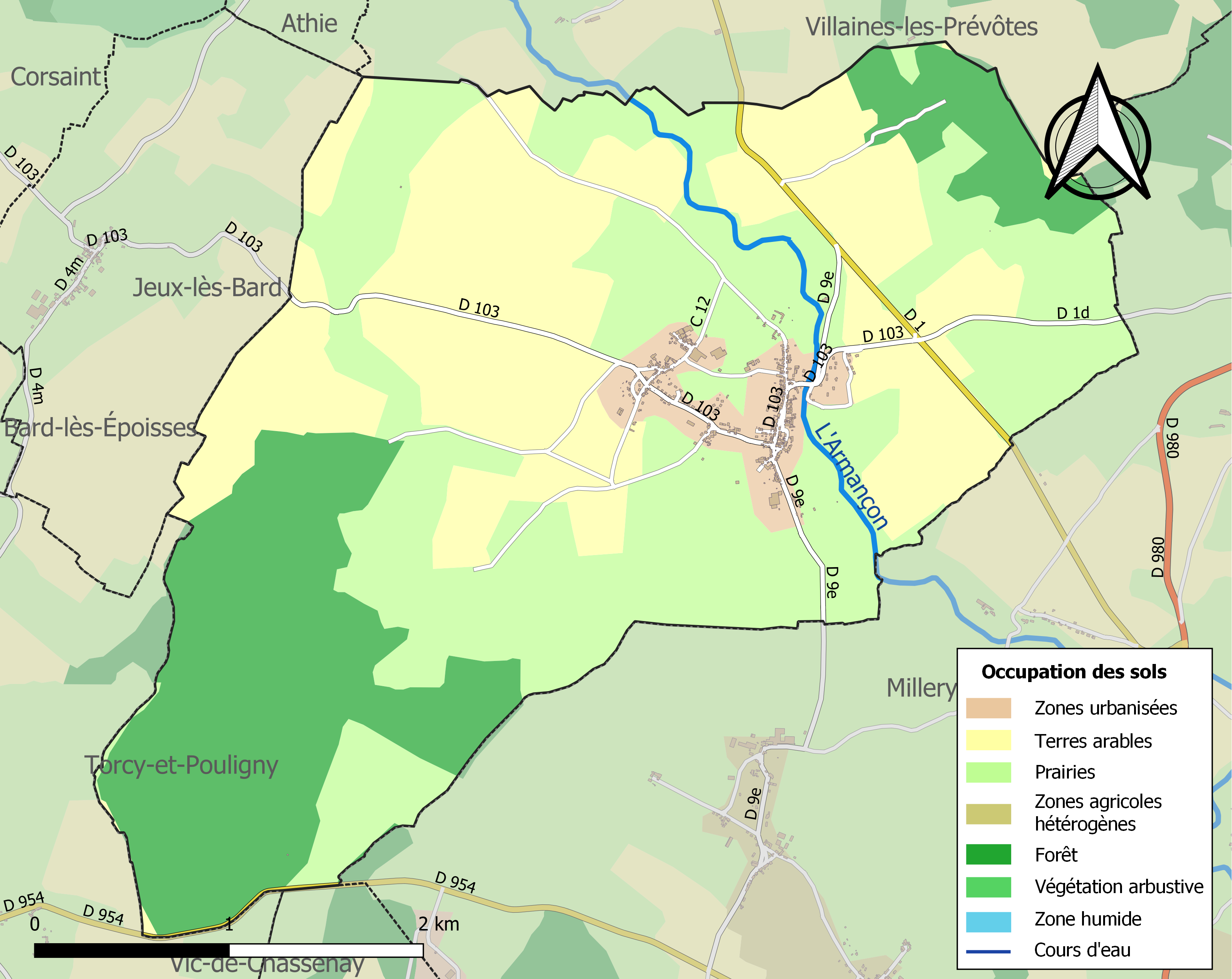
Carte des infrastructures et de l'occupation des sols de la commune en 2018 (CLC).

## Histoire
Un chantier de fouille a permis de retrouver à Genay des preuves d'occupation préhistorique. Il s'agit probablement d'un campement de chasseur revenant périodiquement au même endroit: un crâne d'adulte néandertalien, une molaire d’enfant néandertalien, des restes d'animaux chassés par l'homme de l'époque moustérienne.
La commune garde à travers plusieurs monuments, le souvenir d'Henri Camp et de cinq résistants, abattus le 3 août 1944 à Genay.
Les hommes de la commune avaient été rassemblés dans une salle et la population menacée de représailles si les résistants n'étaient pas trouvés. Henri Camp fut le chef du maquis bourguignon "Henri Bourgogne", il a rallié à lui la plupart des résistants d'un secteur s'étendant du nord de la Côte d'Or au sud de l'Yonne. Le maquis s'était installé le 6 juillet 1944 dans le bois communal de Genay.

## Politique et administration
| Période                                  | Période  | Identité               | Étiquette      | Qualité                    |
| ---------------------------------------- | -------- | ---------------------- | -------------- | -------------------------- |
| mars 2001                                | En cours | M. Jean-Michel Garraut | DVD (ex-MoDem) | Retraité de l'enseignement |
| Les données manquantes sont à compléter. |          |                        |                |                            |

Lors des élections municipales 2014, un tract de la liste du maire sortant indiquait qu'un des principaux succès du mandat précédent a été de conserver une école primaire rurale en s'associant avec Vic-de-Chassenay. La commune lutte au sein de l'ASPA (Association pour la Sauvegarde du Patrimoine de l'Auxois), contre la méga-décharge installée sur le territoire de Vic-de-Chassenay et Millery (Côte-d'Or).

## Étiquette politique du maire
Jean-Michel Garraut a été exclu du Modem lors des cantonales 2008 parce qu'il avait choisi comme suppléante Tatiana Guyenot, qui par le passé et pour un temps, adhéra au FN.

## Démographie
L'évolution du nombre d'habitants est connue à travers les recensements de la population effectués dans la commune depuis 1793. Pour les communes de moins de 10 000 habitants, une enquête de recensement portant sur toute la population est réalisée tous les cinq ans, les populations de référence des années intermédiaires étant quant à elles estimées par interpolation ou extrapolation. Pour la commune, le premier recensement exhaustif entrant dans le cadre du nouveau dispositif a été réalisé en 2004.

En 2022, la commune comptait 382 habitants, en évolution de +0,79 % par rapport à 2016 (Côte-d'Or : +0,82 %, France hors Mayotte : +2,11 %).
| 1793 | 1800 | 1806 | 1821 | 1831 | 1836 | 1841 | 1846 | 1851 |
| ---- | ---- | ---- | ---- | ---- | ---- | ---- | ---- | ---- |
| 679  | 674  | 684  | 610  | 610  | 603  | 542  | 547  | 558  |

| 1856 | 1861 | 1866 | 1872 | 1876 | 1881 | 1886 | 1891 | 1896 |
| ---- | ---- | ---- | ---- | ---- | ---- | ---- | ---- | ---- |
| 552  | 514  | 509  | 503  | 474  | 472  | 463  | 442  | 418  |

| 1901 | 1906 | 1911 | 1921 | 1926 | 1931 | 1936 | 1946 | 1954 |
| ---- | ---- | ---- | ---- | ---- | ---- | ---- | ---- | ---- |
| 353  | 355  | 366  | 315  | 292  | 242  | 256  | 244  | 249  |

| 1962 | 1968 | 1975 | 1982 | 1990 | 1999 | 2004 | 2006 | 2009 |
| ---- | ---- | ---- | ---- | ---- | ---- | ---- | ---- | ---- |
| 278  | 294  | 279  | 294  | 308  | 339  | 336  | 341  | 333  |

| 2014 | 2019 | 2022 | - | - | - | - | - | - |
| ---- | ---- | ---- | - | - | - | - | - | - |
| 368  | 365  | 382  | - | - | - | - | - | - |

## Culture locale et patrimoine

### Lieux et monuments

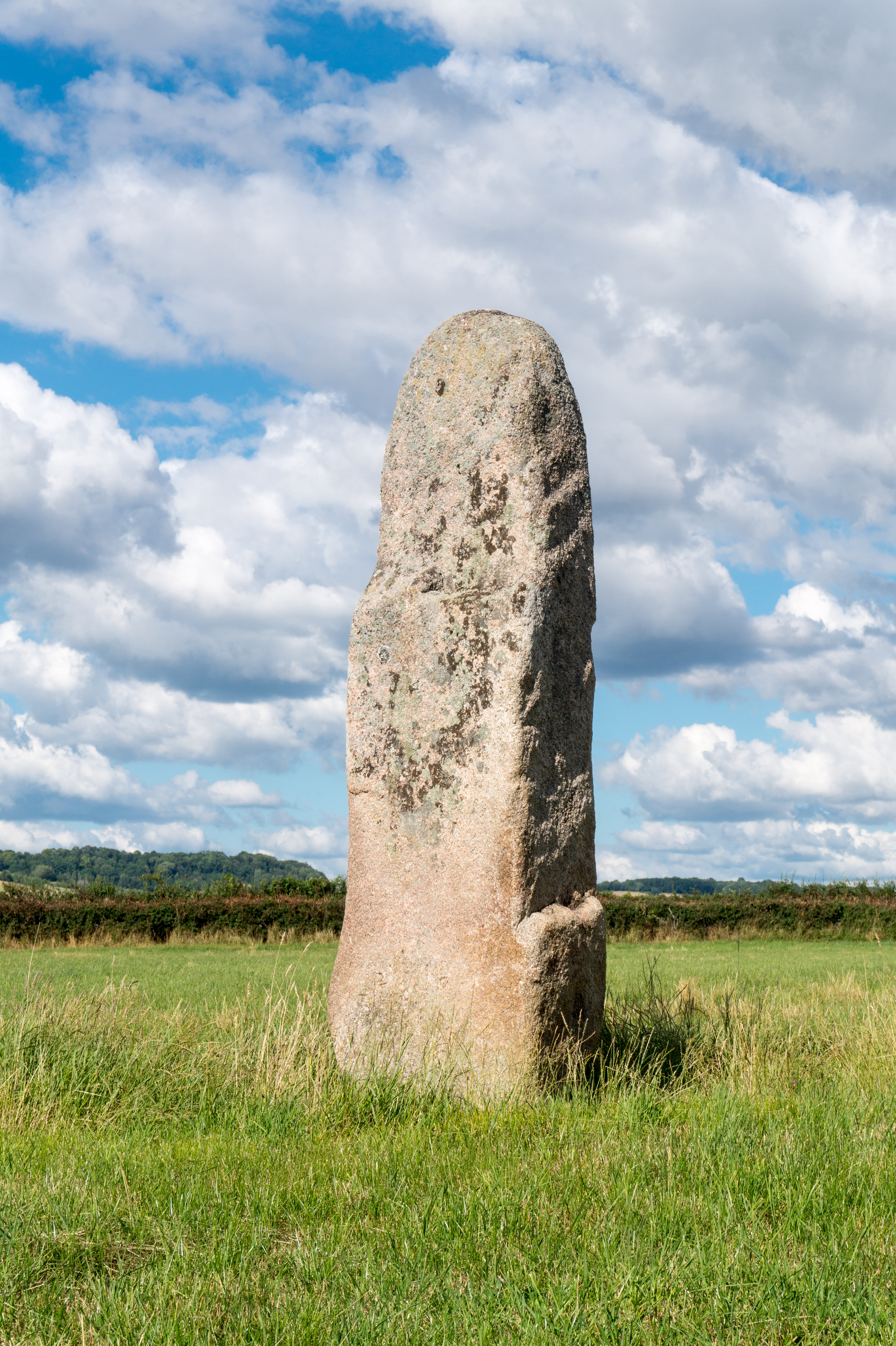
La Grande Borne.

La commune possède plusieurs points d'intérêt : Christ aux liens (copie) au hameau du Clou, pont en pierre du XVIIIe siècle sur l'Armançon, ancien lavoir servant de salle de réunion, vieux puits, plusieurs calvaires.
La Grande Borne, aussi appelée Pierre Sainte-Christine, est un menhir classé au titre des monuments historiques par arrêté du 21 mai 1910.